# Estación Lumb
Lumb es una ex estación ferroviaria, ubicada en los Partidos de San Cayetano y Necochea en la Provincia de Buenos Aires, Argentina.

## Servicios
Es una estación del ramal perteneciente al Ferrocarril General Roca, desde la Estación Gardey hasta la estación Deferrari. Con la clausura del ramal la población casi desapareció. No presta servicios de pasajeros ni de cargas, encontrándose levantadas sus vías. Sin embargo, para 2009 se podía ver a la estación, instalaciones varias y su galpón en buen estado de conservación.